# Sophie Román Haug
Sophie Román Haug (født 4. juni 1999) er en norsk fodboldspiller, der spiller som angriber for den italienske Serie A klub A.S. Roma og Norge.

## Klubkarriere
After at have spillet for Kløfta Idrettslag, fik hun kontrakt med LSK Kvinner i 2015. Med holdet vandt hun både pokalfinalen og ligaen i 2018 med 18 ligamål. Hun blev LSK's topscorer i 2020 med otte mål. I 2021 blev hun valgt til årets hold i Toppserien af Norsk Telegrambyrå, efter at hun havde scoret ni mål i ligakampe.
I januar 2022 underskrev hun kontrakt for Roma, og blev det dyreste salg for LSK Kvinner nogensinde.

## Landshold

### Landskampe og mål
Oversigten er opdateret til og med kampe spillet den 30. juli 2023
| Landshold | År    | Kampe | Mål |
| --------- | ----- | ----- | --- |
| Norge     | 2022  | 8     | 5   |
| Norge     | 2023  | 2     | 3   |
| Total     | Total | 10    | 8   |

Målscoringer og resultat viser Norges mål først, scoringskolonnen viser stillingen efter hvert mål af Haug.
| Nr. | Dato              | Stadion                                       | Modstander   | Scoring | Resultat | Turnering                                             |
| --- | ----------------- | --------------------------------------------- | ------------ | ------- | -------- | ----------------------------------------------------- |
| 1   | 6. september 2022 | Ullevaal Stadion, Oslo, Norge                 | Albanien     | 1–0     | 5–0      | Kvalifikation til VM i fodbold for kvinder 2023, UEFA |
| 2   | 6. september 2022 | Ullevaal Stadion, Oslo, Norge                 | Albanien     | 2–0     | 5–0      | Kvalifikation til VM i fodbold for kvinder 2023, UEFA |
| 3   | 6. september 2022 | Ullevaal Stadion, Oslo, Norge                 | Albanien     | 4–0     | 5–0      | Kvalifikation til VM i fodbold for kvinder 2023, UEFA |
| 4   | 11. oktober 2022  | ADO Den Haag Stadium, The Hague, Holland      | Holland      | 1–0     | 2–0      | Venskabskamp                                          |
| 5   | 11. november 2022 | Estadi Olímpic Camilo Cano, La Nucia, Spanien | Frankrig     | 1–1     | 1–2      | Venskabskamp                                          |
| 6   | 30. juli 2023     | Eden Park, Auckland, New Zealand              | Filippinerne | 1–0     | 6–0      | VM i fodbold for kvinder 2023                         |
| 7   | 30. juli 2023     | Eden Park, Auckland, New Zealand              | Filippinerne | 2–0     | 6–0      | VM i fodbold for kvinder 2023                         |
| 8   | 30. juli 2023     | Eden Park, Auckland, New Zealand              | Filippinerne | 6–0     | 6–0      | VM i fodbold for kvinder 2023                         |